# Амбасада Републике Србије у Москви
Амбасада Републике Србије у Москви (рус. Посольство Республики Сербия в Москве) је дипломатско представништво Републике Србије у Руској Федерацији. Налази се у улици Мосфиљмовскаја бр. 46 у општини Раменка где су између осталог смештене и амбасаде Кувајта, Немачке, Босне и Херцеговине, Шведске и Мађарске.